# Pilophoropsita
Pilophoropsita is een geslacht van wantsen uit de familie van de Miridae (Blindwantsen). Het geslacht werd voor het eerst wetenschappelijk beschreven door Henry in 2015.

## Soorten
Het genus is monotypisch en bevat alleen de volgende soort:

- Pilophoropsita schaffneri Henry, 2015